# Islam Grčki
Islam Grčki är en ort i Kroatien.   Den ligger i länet Zadars län, i den södra delen av landet, 190 km söder om huvudstaden Zagreb. Islam Grčki ligger 134 meter över havet och antalet invånare är 146.
Terrängen runt Islam Grčki är huvudsakligen platt, men norrut är den kuperad. Runt Islam Grčki är det tätbefolkat, med 276 invånare per kvadratkilometer. Närmaste större samhälle är Zadar, 18,0 km väster om Islam Grčki. Trakten runt Islam Grčki består till största delen av jordbruksmark.